# Hercostomus tagakii
Hercostomus tagakii är en tvåvingeart som beskrevs av Smirnov och Negrobov 1979. Hercostomus tagakii ingår i släktet Hercostomus och familjen styltflugor. Inga underarter finns listade i Catalogue of Life.